# بیگانگان (فیلم ۱۹۸۷)
بیگانگان (به فرانسوی: Les Innocents)(انگلیسی: The Innocents) فیلمی درام به کارگردانی آندره تشینه که در سال ۱۹۸۷ منتشر شد. با بازی ساندرین بونر، عبداللطیف کشیش و ژان-کلود بریالی. این فیلم بخشی از رمان ویلیام فاکنر بود.

## بازیگران
- ساندرین بونر در نقش جین
- عبداللطیف کشیش به عنوان Saïd
- ژان-کلود بریالی در نقش Klotz
- Simon de La Brosse در نقش استفان
- تانیا لوپر در نقش Mme Klotz
- مارته ویلالونگا در نقش هتل صاحب
- ژاک Nolot در نقش پزشک
- Marie-France در نقش خواننده
- کریستین پاولینی در نقش Maïté
- Krimo Bouguetof در نقش Noureddine

## جوایز
فیلم نامزد دریافت ۴ جایزه بود جایزه سزار: بهترین فیلم، بهترین کارگردان؛ بهترین موسیقی اصلی و ژان-کلود بریالی بهترین بازیگر نقش مکمل مرد جایزه از آکادمی سینما.